# بنادومو
بنادومو (بالإيطالية: Pennadomo)‏ هي بلدية في مقاطعة كييتي في إقليم أبروتسو الإيطالي.

## السكان
في سنة 1861 بلغ عدد السكان 1٬118 نسمة، وتطور العدد ليصل في سنة 2011 لـ 311 نسمة.
يظهر هذا المخطط البياني تطور النمو السكاني لـ بنادومو